# The Man Who Came to Be Dinner
The Man Who Came to Be Dinner (em Português: "Um Banquete Indigesto") é o décimo episódio da vigésima sexta temporada do seriado de animação de comédia de situação The Simpsons, sendo exibido originalmente na noite de 4 de Janeiro de 2015 pela Fox Broadcasting Company (FOX) nos Estados Unidos.

## Enredo
Os Simpsons vão a Diz-Nee-Land, um parque de diversões os passeios são terríveis, com exceção de um foguete chamado "Journey to Your Future" que os leva a Rigel 7, o planeta natal de Kang e Kodos, onde os habitantes tentam comer Homer em um fondue gigante.

## Produção
O episódio foi escrito por Al Jean e David Mirkin, e foi dirigido por David Silverman. O episódio estava programado para ir ao ar originalmente no dia 19 de Maio de 2013, mas foi substituído por Dangers on a Train, que foi a season finale da vigésima quarta temporada. Seria exibido na temporada anterior da série, mas foi removido para esta temporada. Como resultado, este é o único episódio da linha de produção "RABFxx" da temporada.

## Recepção

### Audiência
O episódio foi visto por 10,62 milhões de telespectadores em sua exibição original, recebendo uma quota de 4,7/13 na demográfica de idades 18-49. Apresentou uma aumento de 4,10 milhões de pessoas em relação ao episódio anterior, I Won't Be Home for Christmas. O episódio passou a ser o mais visto em uma estreia desde Steal This Episode, que obteve 12,04 milhões de pessoas no dia 5 de Janeiro de 2014. A alta audiência deste episódio deve-se a exibição de uma partida da NFL, que obteve 33,02 milhões de telespectadores. Entre os shows exibidos pela FOX naquela noite o episódio foi o mais assistido.

### Crítica
Dennis Perkins, do The A.V. Club, foi duras críticas ao episódio, dando-lhe uma classificação D+ e dizendo: "Seria muito mais fácil de fazer o caso que Os Simpsons ainda tem valor se as pessoas por trás do show pareciam dar a mínima. Mas um episódio como "The Man Who Came to Be Dinner" é um produto de tal desrespeito, ventoso para o que faz com que Os Simpsons, que ele(o episódio) funcione como um sinal desanimador para aceleração da irrelevância do show." Ele também criticou a forma como o episódio repetiu a cena em que Homer come batatas fritas em gravidade zero do episódio Homer Astronauta, da quinta temporada da série. Perkins comparou o final do episódio em que tudo volta ao normal ao polêmico episódio O Diretor e o Soldado, da nona temporada, e disse que "The Simpsons conheceu The Great Gazoo.